# Вирхов, Рудольф
Ру́дольф Лю́двиг Карл Ви́рхов (нем. Rudolf Ludwig Karl Virchow; 13 октября 1821, Шифельбайн, Померания — 5 сентября 1902, Берлин) — немецкий учёный и политический деятель второй половины XIX столетия. Врач, патологоанатом, гистолог, физиолог, один из основоположников клеточной теории в биологии и медицине, основоположник теории клеточной патологии в медицине; был известен также как археолог, антрополог, палеонтолог и политик-демократ.

## Биография
Родился в рабочей семье.

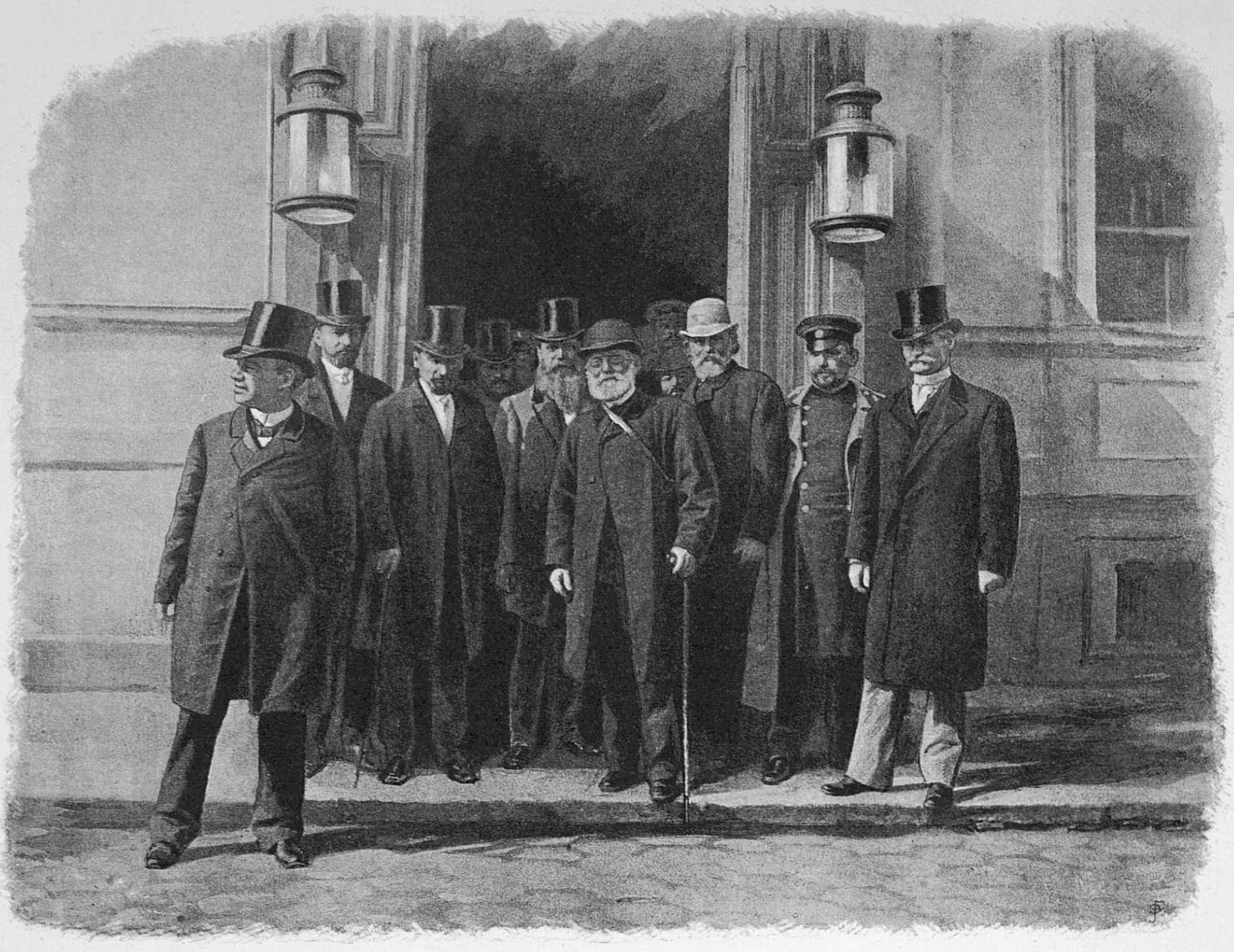
Встреча Рудольфа Вирхова в Санкт-Петербурге на вокзале Николаевской железной дороги, г.

Окончив курс в берлинском медицинском институте Фридриха-Вильгельма в 1843 году, Рудольф Вирхов сначала поступил в берлинскую клинику Шарите ассистентом, а затем стал прозектором при ней.
В 1847 году получил право преподавания и вместе с Бенно Рейнхардтом основал журнал «Archiv für pathol. Anatomie u. Physiologie u. für klin. Medicin», пользующийся ныне всемирной известностью под именем Вирховского Архива.
В 1891 году вышел 126-й том этого издания, содержащего более 200 статей самого Вирхова и представляющего живую полувековую историю важнейших приобретений медицинской науки.
В начале 1848 года Вирхов был командирован в Верхнюю Силезию для изучения свирепствующей там эпидемии голодного тифа. Его отчет об этой поездке, напечатанный в Архиве и представляющий большой научный интерес, окрашен в то же время политическими идеями в духе 1848 года. Это обстоятельство, равно как и вообще участие Вирхова в реформаторских движениях того времени, вызвали нерасположение к нему прусского правительства и побудили ученого принять предложенную ему ординарную кафедру патологической анатомии в Вюрцбургском университете, быстро прославившую его имя.
В 1856 году он вернулся в Берлин профессором патологической анатомии, общей патологии и терапии и директором вновь учрежденного патологического института, где оставался до конца жизни. Институт этот вскоре стал центром притяжения для молодых учёных всех прогрессивных стран. Русские учёные-врачи особенно многим обязаны Вирхову и его институту.
С 1866 года вместе с профессором Августом Хиршем издавал «Jahresbericht über die Fortschritte und Leistungen in der Medizin».
Похоронен в Берлине, на Старом кладбище Святого Матфея в Шёнеберге.

## Достижения в биологии и медицине
Вирхов — основатель так называемой целлюлярной (клеточной) патологии, в которой болезненные процессы сводятся к изменениям в жизнедеятельности элементарных мельчайших частей животного организма — его клеток. Воззрения этой научной теории в связи с успехами химии и физиологии навсегда освободили медицину от различного рода умозрительных гипотез и построений и тесно связали её с обширной областью естествознания.

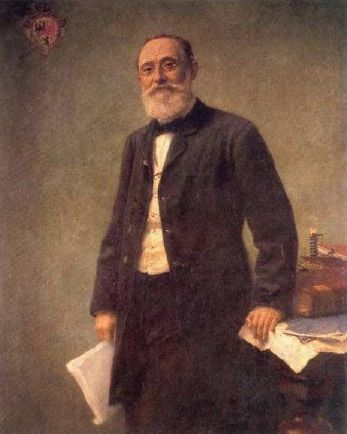
Рудольф Вирхов

Как патологоанатом, и в особенности как гистолог, Вирхов самостоятельно впервые установил гистолого-физиологическую сущность весьма многих болезненных процессов белокровия, тромбоза, эмболии, амилоидного перерождения органов, английской болезни, бугорчатки, большей части новообразований, трихиноза и пр. Вирхов разъяснил нормальное строение многих органов и отдельных тканей; показал присутствие живых и деятельных клеток в соединительной ткани разных типов; нашёл, что патологически изменённые органы и новообразования состоят из обыкновенных типов тканей, установил сократительность лимфатических и хрящевых клеток; выяснил строение слизистых оболочек и промежуточной ткани нервной системы; доказал возможность новообразования серого вещества мозга, разъяснил зависимость формы черепа от сращения швов и пр.
Как антрополог Вирхов много содействовал своими работами установлению анатомических особенностей рас, как биолог вообще устоял перед увлечением столь распространёнными во времена его молодости исключительно механическими воззрениями на явления жизни и имел смелость отстаивать идею обособленности элемента жизни как начала sui generis (букв.: своеобразный, единственный в своём роде). Отсюда и его знаменитый тезис «omnis cellula e cellula» (клетка происходит только от клетки), завершивший собой долгий спор биологов о самозарождении организмов. Как деятель в области общественной гигиены Вирхов известен своими работами по исследованию эпидемий, сопровождающихся лишениями и голодом, а также проказы, своим участием в общественно-гигиенических мероприятиях по устройству больниц, школ и пр.
Вирхов приложил много усилий к собранию патологоанатомической коллекции: в 1899 году на территории клиники Шарите им был организован Патологический музей, на основе которого в 1998 году был создан Берлинский музей истории медицины.

## Библиография медицинских работ

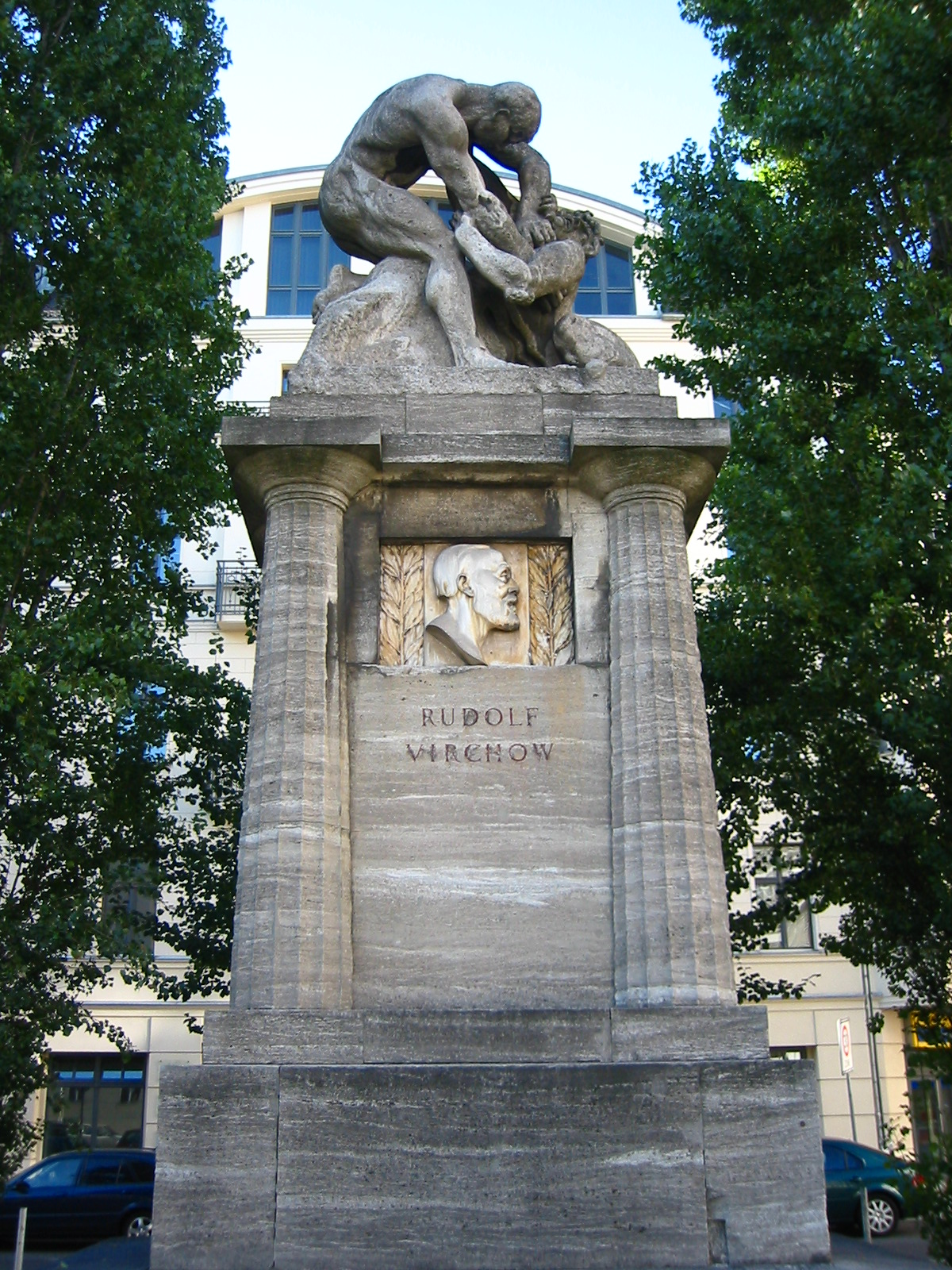
Памятник Рудольфу Вирхову работы Фрица Климша близ клиники Шарите в Берлине